# Didkovîci, Korosten
Didkovîci (în ucraineană Дідковичі) este localitatea de reședință a comunei Didkovîci din raionul Korosten, regiunea Jîtomîr, Ucraina.

## Demografie
Componența lingvistică a localității Didkovîci
     Ucraineană (97,55%)
     Rusă (1,13%)
     Alte limbi (1,13%)
Conform recensământului din 2001, majoritatea populației localității Didkovîci era vorbitoare de ucraineană (97,55%), existând în minoritate și vorbitori de rusă (1,13%).